# آلاموسا ۲۹۲۷
سیارک ۲۹۲۷ (به انگلیسی: 2927 Alamosa، نامگذاری:1981TM) دو هزار و نهصد و بیست و هفتمین سیارک کشف شده‌است که در ۵ اکتبر ۱۹۸۱ کشف شد.
قدر مطلق سیارک برابر ۱۲٫۱۰ است.